# Aralia bicrenata
Aralia bicrenata är en araliaväxtart som beskrevs av Elmer Ottis Wooton och Standl. Aralia bicrenata ingår i släktet Aralia och familjen Araliaceae. Inga underarter finns listade.